# Argence (Charente)
Die Argence ist ein kleiner Fluss im Südwesten von Frankreich, der im Département Charente der Region Nouvelle-Aquitaine nördlich der Stadt Angoulême verläuft.

## Geografie

### Verlauf
Die Argence entspringt unter dem Namen Ruisseau du Moulin des Rivauds im westlichen Gemeindegebiet von Jauldes, entwässert generell Richtung Südwest durch die Landschaft des Angoumois und mündet nach rund 15 Kilometern an der Gemeindegrenze von Balzac und Gond-Pontouvre als linker Nebenfluss in die Charente. Die Argence quert in ihrem Mittelteil die hier Autobahn-ähnlich ausgebaute Nationalstraße N10 sowie die Bahnstrecke Paris–Bordeaux.

### Orte am Fluss
(Reihenfolge in Fließrichtung)
- Cussac, Gemeinde Jauldes
- Anais
- La Chignolle, Gemeinde Champniers
- Argence, Gemeinde Champniers
- Balzac